# Cheilanthes shirleyana
Cheilanthes shirleyana là một loài dương xỉ trong họ Pteridaceae. Loài này được H.Quirk & T.C.Chambers mô tả khoa học đầu tiên năm 1983.
Danh pháp khoa học của loài này chưa được làm sáng tỏ. 